# تیگمونام
تیگمونام (به انگلیسی: Tigemonam) با فرمول شیمیایی C۱۲H۱۵N۵O۹S۲ یک ترکیب شیمیایی با شناسه پاب‌کم ۹۵۷۶۷۶۹ است. که جرم مولی آن ۴۳۷٫۴۰۵۶ g/mol می‌باشد.